# Alexander Barrow

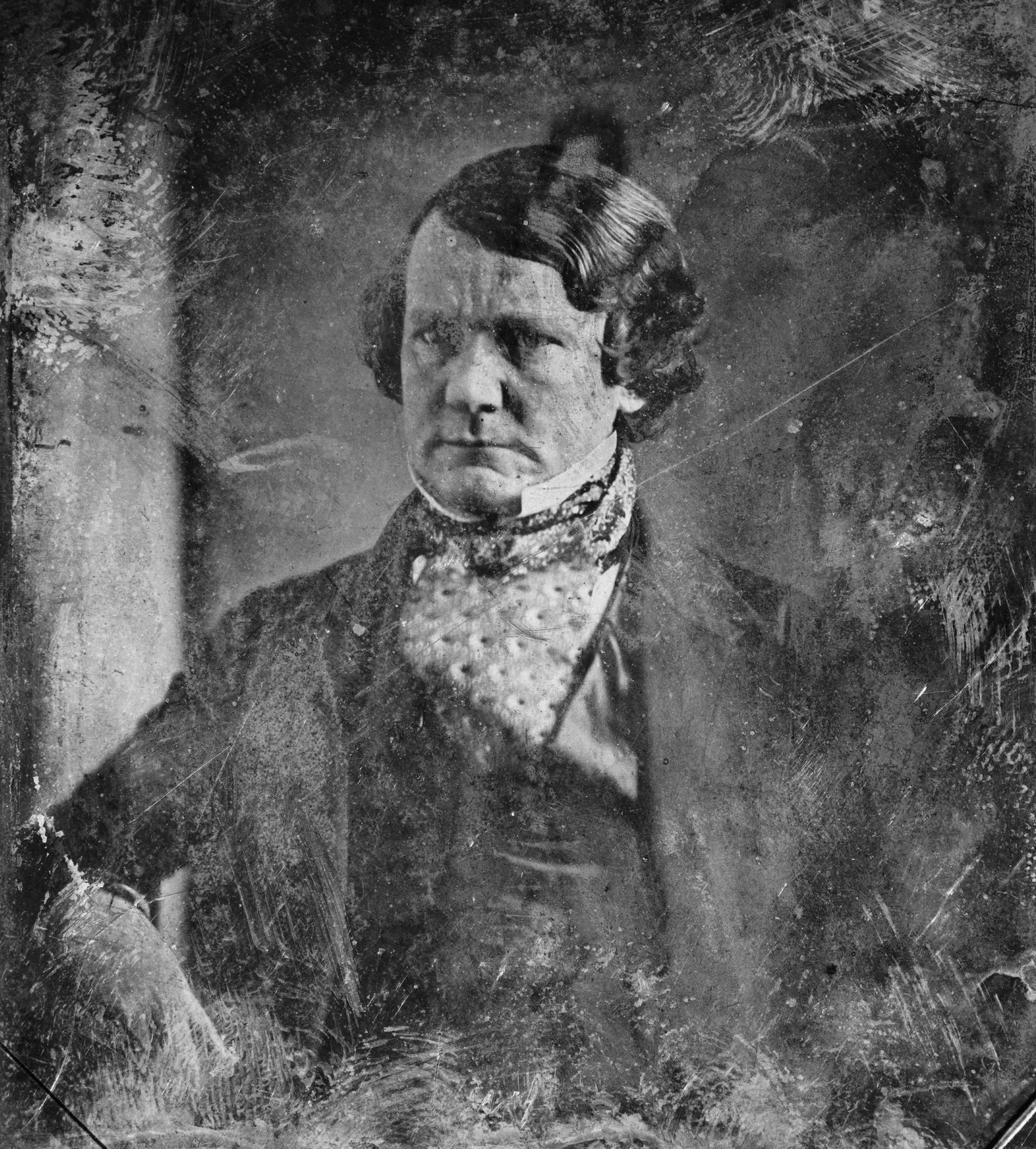
Alexander Barrow

Alexander Barrow (* 27. März 1801 bei Nashville, Tennessee; † 29. Dezember 1846 in Baltimore, Maryland) war ein US-amerikanischer Politiker (Whig Party), der den Bundesstaat Louisiana im US-Senat vertrat.
Von 1816 bis 1818 wurde Alexander Barrow an der US-Militärakademie in West Point ausgebildet. Danach studierte er die Rechtswissenschaften und wurde 1822 in die Anwaltskammer aufgenommen, woraufhin er zunächst in Nashville praktizierte. Wenig später zog er ins Feliciana Parish in Louisiana und war auch dort juristisch tätig.
Einige Jahre später schloss Barrow seine Kanzlei, um stattdessen Pflanzer zu werden. Er war Sklavenhalter. Er gehörte für einige Jahre dem Repräsentantenhaus von Louisiana an. 1840 wurde er für die Whigs in den US-Senat gewählt, wo er bis zu seinem Tod im Dezember 1846 verblieb. Im Senat war er unter anderem Vorsitzender des Ausschusses für öffentliche Gebäude und Flächen.
Sein Halbbruder Washington Barrow war ebenfalls als Whig-Politiker tätig und saß von 1847 bis 1849 für Tennessee im US-Repräsentantenhaus.